# Qwest
Qwest Communications International, Inc. é uma empresa de telecomunicações  dos EUA. Fornece serviço local em 14 estados dos EUA ocidental: Arizona, Colorado, Idaho, Iowa, Minnesota, Montana, Nebraska, Novo México, Dakota do Norte, Oregon, Dakota do Sul, Utah, Washington e Wyoming.
Em 22 de abril de 2010, a CenturyLink anunciou que adquiriu em uma transação de ação para ação a QWest.  A fusão foi fechada em 1 de abril de 2011. Qwest começou a fazer negócios como CenturyLink em agosto de 2011. 
Qwest fornece serviços de voz, serviços de dados de backbone, Internet e televisão digital em algumas áreas. Operou-se em três segmentos: serviços de telefonia fixa, serviços sem fio e outros serviços. O segmento de serviços de telefonia fixa desde a voz local, de voz de longa distância e de dados e serviços de Internet (DSL) para consumidores, empresas e clientes de atacado. O segmento de serviços sem fio foi atingido por uma parceria com a Verizon Wireless. Qwest também uma parceria com a DirecTV para fornecer serviço de televisão digital a seus clientes
A Qwest Communication também fornece serviços de longa distância com banda larga e comunicações de voz e vídeo. A empresa vende seus produtos e serviços para  pequenas empresas, agências governamentais e instituições públicas e privadas de ensino através de vários canais, incluindo marketing de venda direta, telemarketing e acordos com agentes terceirizados . A partir de 13 de setembro de 2005, a Qwest teve 98 lojas em 14 estados. Qwest Communications tem a sua sede em Denver, Colorado.